# Frieden von Kamieniec Podolski (1510)
Der Frieden von Kamieniec Podolski (polnisch Pokój w Kamieńcu Podolskim) im Jahre 1510 beendete den Konflikt zwischen dem Königreich Polen und dem Fürstentum Moldau um Pokutien.

## Vorgeschichte
Polen erwarb Pokutien 1349. Bogdan III. von Moldau erhob eigene Ansprüche auf das Gebiet. Andererseits war er an einem Bündnis mit Polen-Litauen gegen die Osmanen interessiert. Er bot dem polnischen König Alexander ein Bündnis an, den Übertritt zum Katholizismus, die Stellung von Kontingenten sowie den Verzicht auf Pokutien. Im Gegenzug hielt er um die Hand der Schwester des Königs, Elisabeth Jagiellonica, an. Aleksander verstarb 1506 und der neue polnisch-litauische König Sigismund I. bestätigte das Bündnis nicht. Insbesondere verweigerte er die Hand seiner Schwester. Daher wurden die Feindseligkeiten fortgesetzt. Bogdan verlor jedoch die Schlacht bei Chocim im Jahr 1509. Die Kriegsparteien trafen sich unter Vermittlung des böhmisch-ungarischen Königs Vladislav II. in Kamieniec Podolski.

## Beschlüsse
Bogdan verzichtete auf Pokutien und die Ehe mit Elisabeth Jagiellonica. Er musste die Verlobungsurkunde herausgeben. Für die polnische Seite wurde der Frieden von Johannes a Lasco, Stanisław Chodecki, Jerzy Krupski und Peter Tomicius unterzeichnet.

## Nachgang
Das polnisch-moldauische Bündnis scheiterte und Bogdan musste die Lehenshoheit des osmanischen Reichts anerkennen.